# Jana Vollmer
Jana Vollmer (* 5. Mai 1973 als Jana Pechová in Mladá Boleslav, Tschechoslowakei) ist eine ehemalige tschechoslowakische, tschechische und deutsche Volleyball-Nationalspielerin sowie deutsche Beachvolleyballspielerin.

## Karriere Hallenvolleyball
Jana Pechová begann 1987 mit dem Volleyball an der Schule und im Verein im tschechoslowakischen Liberec und wurde hier 1989 Vizemeisterin. Von 1988 bis 1992 war sie Spielerin der tschechoslowakischen Jugend- und Juniorennationalmannschaft mit ca. 150 Einsätzen. Von 1989 bis 1994 spielte sie in der tschechoslowakischen (seit 1993 tschechischen) Frauennationalmannschaft mit über 70 Einsätzen, wobei sie bei der Europameisterschaft 1991 in Italien Platz fünf und bei der EM 1993 im eigenen Land Platz zwei erreichte. Jana Pechová spielte von 1991 bis 1993 beim italienischen Verein US Sirio Perugia, mit dem sie 1991 italienische Vizemeisterin und 1992 italienische Pokalsiegerin sowie Vizeeuropapokalsiegerin wurde. 1993 wechselte sie in die deutsche Bundesliga zur TSG Tübingen, wo Janas Vater zu der Zeit Trainer war. Hier lernte sie auch ihren Mann Andreas Vollmer (damals Co-Trainer in Tübingen) kennen. 1995 wurde sie dann mit dem USC Münster Deutsche Vizemeisterin. 1999 hatte sie auch sechs Einsätze in der deutschen Volleyball-Nationalmannschaft.
1995 siedelte Jana Vollmer in die Schweiz über, wo sie bis 2004 bei Kanti Schaffhausen, BTV Luzern, Glaronia Glarus, erneut Kanti Schaffhausen sowie Volley Franches-Montagnes spielte. Sie wurde in dieser Zeit zweimal Schweizer Vizemeisterin und dreimal zur Schweizer Volleyballerin des Jahres gewählt.

## Karriere Beachvolleyball
Parallel zum Hallenvolleyball startete Jana Vollmer 1997 ihre Beachvolleyball-Karriere. Sie wurde Deutsche Vizemeisterin 1998 (mit Ines Pianka) und 2003 (mit Andrea Ahmann) sowie Vize-Europameisterin 2000 (mit Danja Müsch) und 2003 (mit Andrea Ahmann).

## Knieprobleme
Jana Vollmers Volleyball-Laufbahn wurde mehrmals wegen Problemen mit ihrem Knie unterbrochen. 2005 beendete sie deswegen nach 18 Jahren ihre Karriere.

## Privates
Jana Vollmer wohnt in Büsingen im Landkreis Konstanz nahe der Grenze zum Kanton Schaffhausen. Sie ist mit dem Volleyballtrainer Andreas Vollmer verheiratet und hat eine Tochter Matilda.